# 브라이언 디머
브라이언 리 디머(Brian Lee Diemer, 1961년 10월 10일 ~ )는 자신의 경력 동안 주로 3000m 장애물경주에 나간 전 미국의 육상 선수이다.
미시간주 그랜드래피즈에서 태어난 디머는 사우스 크리스천 고등학교에서 수학하는 동안 마일 종목에서 고등학교 주립 챔피언이었다. 디트로이트 근처에서 열린 NCAA 실내 육상 선수권 대회에서 2 마일의 3위를 한 후, 1983년 미시간 대학교를 졸업하였다. 그해에 열린 NCAA 실외 육상 선수권 대회에서 3000m 장애물경주를 8분 26.95초로 우승하였다.
1984년 로스앤젤레스 올림픽에서 미국을 대표하여 3000m 장애물경주 결승전에서 8분 14.06초의 경력 최고 시간과 함께 동메달을 획득하였다. 4년 후, 서울 올림픽에서 그는 준결승전에서 7위를 하였다. 1992년 자신의 3번째 올림픽 출연을 만든 디머는 결승전 진출에 성공하여 8분 18.77초와 함께 7위에 그쳤다.
자신이 참가한 2개의 세계 육상 선수권 대회에서 디머는 1987년과 1991년 각각 4위(8분 14.46초)와 5위(8분 17.76초)를 하였다. 그는 1988년, 1989년, 1990년과 1992년 4개의 TAC와 USATF 선수권을 우승하였다. 1989년 그해를 위한 뛰어난 미국 남성 중거리달리기 선수로서 글렌 커닝햄 상을 수상하였다.
현재 그랜드래피즈의 캘빈 칼리지에서 코치를 지내고 있으며, 4개의 국내 선수권으로 나이츠를 감독하였다.